# 하이라이트TV
'하이라이트TV'는 '굿모닝미디어 그룹' 산하의 케이블 방송사이다. 
'굿모닝 미디어 그룹'은 상장사인 '스포츠서울', '굿모닝경제', '서울뉴스'의 언론사와
'하이라이트TV', '엔터TV', '허니TV'의 케이블 방송사를 보유한 종합 미디어 그룹이다.
'하이라이트TV'는 2009년 개국 후 '드라마 전문채널'을 주된 컨셉으로 편성 및 제작을 진행하고 있으며, 시청률은 AGB닐슨 기준 드라마 채널 최상위 티어에 랭크되어 있다.